# Final Destination: Dead Reckoning
Final Destination: Dead Reckoning is het eerste horrorboek in een negendelige boekenserie die het concept van de Final Destination-films volgt. Het boek is geschreven door Natasha Rhodes en werd uitgebracht in 2005.

## Verhaal
Het is feest in Club Kitty en de populaire band "The Vipers" treedt op. Een agente krijgt een tip over een drugsdeal en gaat naar de club. Ze schiet daar een kogel af om het slot van de achteringang open te krijgen. De kogel veroorzaakt een kettingreactie en enkele minuten later stort de club in. Iedereen die binnen is sterft. Echter, Vipers-zangeres Jess Golden heeft een visioen waarin ze de ramp ziet gebeuren. Ze veroorzaakt een opstootje en hierdoor worden enkele gasten uit de club verwijderd (waaronder zijzelf). Degenen die buiten staan zien de club dan instorten.
Enkele dagen later beginnen de overlevers van de ramp te sterven:
Het eerste slachtofferSebastián Lecquecque was de uitsmijter van de club. De dag na het ongeluk toert hij wat rond op zijn motor en stopt ergens om te tanken. Hij rijdt weg en steekt een sigaret op, maar merkt niet dat hij de benzinetank open liet staan. Als zijn sigaret op is, gooit hij hem over zijn schouder, recht in de benzinetank. De motor explodeert en Sebastián wordt uit elkaar geblazen. Zijn hoofd landt voor de auto van Jess, die toevallig in de buurt was.
Het tweede slachtofferAmber is het vriendinnetje van Charlie. Nadat ze ruzie heeft gehad met Charlie, loopt ze kwaad van zijn huis weg. Charlies auto, die in de garage stond, begint opeens te rijden, recht op Amber af. Ze ziet de auto en wil wegrennen, maar glijdt uit over een plasje olie. Ze ligt op de grond, en de auto rijdt over haar heen.
Het derde slachtofferCharlie Delgado is een student en krijgt veel aandacht van meisjes. Amber is zijn vriendinnetje. Na een ruzie met Jess in een hotel, wil hij weglopen en in de lift stappen. Als de deuren opengaan, is er echter geen lift, die hangt nog een verdieping hoger. Charlie stapt nietsvermoedend de liftkoker in en valt naar beneden. Wonderbaarlijk genoeg heeft hij nauwelijks wonden of gebroken botten. Dan breken de liftkabels en de lift valt naar beneden, recht bovenop Charlie.
Het vierde slachtofferMarina Hewlett was de politieagent die de kogel afvuurde die uiteindelijk voor het instorten van de club zorgde. Als ze aangehouden wordt wegens het veroorzaken van het instorten, komt ze in een cel terecht. Als de cipiers even weg zijn, wordt ze gebeten door een giftige spin. Ze roept en schreeuwt, maar niemand hoort haar en ze sterft aan het gif.
Het vijfde slachtofferMacy was een serveerster in de club. Als ze in de auto zit met een andere overlever (Ben) wordt hun motorkap gestolen. Ze gaan achter de dieven aan, maar die dreigen Macy iets aan te doen. Op dat moment verschijnen ook de andere overlevers ten tonele en er ontstaat een gevecht. In de verwarring schiet Ben een kogel af. Zonder dat iemand het merkt, raakt Ben een steiger vlakbij. De steiger wiebelt en een scherp metalen paneel valt naar beneden. Net als Jess, Macy helpt met opstaan, raakt het paneel Macy en snijdt haar doormidden.
Het zesde slachtofferNa de dood van Macy lopen de overlevers door de stad. Hierbij let Ben niet op en valt hij in een opening in de grond van enkele meters diep.
Het laatste slachtofferEric Prescott is de beste vriend van Ben. Een maand na het ongeluk zijn de overlevers (Eric, Jess, en Vipers-drummer Jamie) bij een concert aan zee. Eric gaat op een reling zitten. Enkele minuten later valt hij in een onhandige reflex enkele meters naar beneden, het water in. Hij denkt dat er haaien in de zee zwemmen, en zwemt als een gek naar de kade. Hij is te druk bezig met zwemmen om te zien dat iemand op een metalen surfbord recht op hem afkomt. De punt van het surfbord wordt door zijn hoofd gejaagd.